# Petrivka, Volociîsk
Petrivka (în ucraineană Петрівка) este un sat în comuna Poleanî din raionul Volociîsk, regiunea Hmelnîțkîi, Ucraina.

## Demografie
Componența lingvistică a localității Petrivka
     Ucraineană (99,06%)
     Alte limbi (0,94%)
Conform recensământului din 2001, majoritatea populației localității Petrivka era vorbitoare de ucraineană (99,06%), existând în minoritate și vorbitori de alte limbi.